# Écluse du Vivier
L'écluse du Vivier sont une échelle d’écluses ou une série de trois écluses sur le canal du Midi. Construite vers 1674, elle se trouve à 68,7 km de Toulouse à 154 m d'altitude. Les écluses adjacentes sont l'écluse de Guillermin à l'est et l'écluse de Gay à l'ouest.
Elle est située sur la commune de Saint-Martin-Lalande dans le département de l'Aude en région Occitanie.